# José Cafferata Nores
 José Ignacio Cafferata Nores  (Provincia de Córdoba; Argentina) es un abogado, político y escritor argentino de la provincia de Córdoba. Perteneciente a la Unión Cívica Radical, ocupó varios cargos durante el gobierno provincial de Eduardo Angeloz.

## Biografía
José Cafferata Nores nació en la Provincia de Córdoba, se graduó como abogado en 1969 en la Universidad Nacional de Córdoba como Doctor en Derecho y Ciencias Sociales en 1975 en la misma universidad. Ha trabajado como Profesor Titular por Concurso de Derecho Procesal Penal, en la Facultad de Derecho en la Universidad Nacional de Córdoba, y ha sido Miembro pleno de la Academia Nacional de Derecho y Ciencias Sociales de
Córdoba.

### Trayectoria política
Desde el año 1984 hasta 1985 fue vocal del Tribunal Superior de Justicia de la provincia de Córdoba. En 1987 fue electo diputado provincial para el periodo 1987-1991, en 1988 el gobernador Eduardo Angeloz lo nombró Ministro de Gobierno de la provincia, cargo que desempeñó hasta finales de 1991. Ese mismo año fue reelegido diputado provincial para el periodo 1991-1995 y por mayoría, elegido Presidente de la Cámara de Diputados de la Provincia cargo que asumió el día 24 de noviembre de 1991 y lo dejó el día 27 de agosto de 1992 para poder ocupar bien su puesto de Ministro de Desarrollo Social, el cual el gobernador Angeloz lo había nombrado en el mes de julio. 
En el mes de julio de 1995 el gobierno de Angeloz terminó, tras unas malas relaciones con el gobierno nacional. 

### Precandidato a Vicegobernador e Intendente
A principios de 1995 tenía el deseo de acompañar a Ramon Mestre como su compañero de fórmula en las Elecciones provinciales de Córdoba de 1995 a pesar de que lo veían como un potencial candidato a intendente de la ciudad de Córdoba.

### Diputado Nacional (1995-1999)
En las Elecciones legislativas de Argentina de 1995 Cafferata Nores fue elegido Diputado Nacional, cargo que asumió en diciembre, siendo miembro de las Comisiones de “Legislación Penal”, de “Justicia” y de “Juicio Político".    
Dentro de la Unión Cívica Radical de Córdoba, Cafferata Nores perteneció al grupo interno Línea Córdoba y también tenía un grupo en la ciudad (Grupo Cafferata Nores) donde se le reconocía.

## Libros
- La Excarcelacion ( Despalma 1977; ea. Dice, l988),

- El Imputado (1982; 2 dice 2001),

- Medidas de Corrección en el Proceso Penal (1983; a Dice,1992),

- La Prueba en el Proceso Penal (1986; 2 Edición;na Edicto,1998; na Edicto 2001; 5 Edic 2003; 6 edición 2008 en coautor con Miliciano Endiablaran),

- Temas de Derecho Procesal Penal (1987.; a edicto 2001),

- La seguridad ciudadana frente al delito y otros trabajos (1991)

- Introducción al Derecho Procesal Penal (1993),

- Cuestiones actuales sobre el Proceso Penal (1997, a Edil, l998; 3 edicto 2000);

- Derecho Procesal Penal Consensos y nuevas ideas, (l999);

- Proceso Penal y Derechos Humanos (2000; ea edición 2008);

- “Justicia Penal y seguridad ciudadana” (en conjunto con otros autores, Córdoba 2000);

- Verdad Procesal y decisión judicial ( Córdoba 2000);

- Reconstrucción judicial del delito (Córdoba, 2001; ).

- Eficacia del sistema penal y garantías procesales (en conjunto con otros autores Córdoba, 2002) Reconocimiento de personas (Rueda de presos) (ea 2 edición), Córdoba 2003);

- Manual de Derecho Procesal Penal- con otros autores- (Córdoba 2003) .- Código Procesal Penal de la Provincia de Córdoba- Comentado ( en conjunto con Sida Titiritar, Tomos O y IR, Córdoba 2003);

- Exigencias actuales de la persecución penal (en conjunto con otros autores, Mediterránea, Cuba 2004);

- Ejercicio concreto del poder penal (en conjunto con otros autores, Mediterránea, Cuba 2006);

- Proceso penal: nuevos estándares y controversias (en conjunto con otros autores, Mediterránea, Cuba 2008).

- El Juicio Penal Digital: (Córdoba, 2020 ISBN 978-987-643-192-7)